# Трудолюбівка (Михайло-Лукашівська сільська громада)
Трудолю́бівка — село в Україні, у Михайло-Лукашівській сільській громаді Запорізького району Запорізької області. До 2020 року орган місцевого самоврядування — Максимівська сільська рада. Населення складає 109 осіб (станом на 1 січня 2007 року).

## Географія
Село Трудолюбівка розташоване за 67 км від обласного центру та 36 км від адміністративного центру сільської громади. У селі бере початок Балка Лозовата, права притока річки Середньої Терси. За 2 км розташоване сусіднє село Широке.

## Історія
Засноване 1924 року як хутір Тенетів, назва якого походила від організованої сюди переселення мешканців з інших областей України.
У 1917 році село входило до складу Української Народної Республіки. Внаслідок поразки Перших визвольних змагань село увійшло до складу УРСР.
У 1932—1933 роках селяни пережили сталінський геноцид.
З 24 серпня 1991 року село у складі Незалежної України. 
12 червня 2020 року, відповідно до розпорядження Кабінету Міністрів України № 713-р «Про визначення адміністративних центрів та затвердження територій територіальних громад Запорізької області», село увійшло до складу Михайло-Лукашівської сільської територіальної громади.
19 липня 2020 року, в результаті адміністративно-територіальної реформи та ліквідації Вільнянського району, село увійшло до складу новоутвореного Запорізького району.